# Ejagham Lake
Ejagham Lake är en sjö i Kamerun.   Den ligger i regionen Sydvästra regionen, i den västra delen av landet, 300 km nordväst om huvudstaden Yaoundé. Ejagham Lake ligger 141 meter över havet. Arean är 0,49 kvadratkilometer. I omgivningarna runt Ejagham Lake växer i huvudsak städsegrön lövskog. Den sträcker sig 0,7 kilometer i nord-sydlig riktning, och 0,8 kilometer i öst-västlig riktning.